# Товариство українських письменників і журналістів

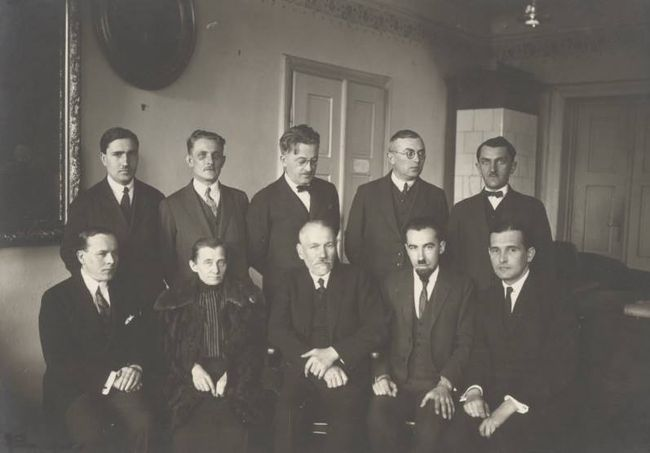
Управа Товариства українських письменників і журналістів (ТОПІЖ).

Товариство українських письменників і журналістів — літературна і журналістська організація на Закарпатті з осідком в Ужгороді (1930—1938) та Хусті (1938—1939), яка об'єднувала всіх закарпатських письменників українського напряму. Керівні члени: Василь Ґренджа-Донський, о. Севастіян Сабол, о. Дмитро Попович, А. Ворон, Юлій Боршош-Кум'ятський та інші. Почесний член — о. Авґустин Волошин.
Товариство українських письменників і журналістів видало низку творів і два альманахи.